# Burmeistera brachyandra
Burmeistera brachyandra är en klockväxtart som beskrevs av Franz Elfried Wimmer. Burmeistera brachyandra ingår i släktet Burmeistera och familjen klockväxter. IUCN kategoriserar arten globalt som sårbar.
Artens utbredningsområde är Ecuador. Inga underarter finns listade i Catalogue of Life.